# Народна Воля (газета, Надвірна)
Народна Воля — незалежна громадсько-політична газета Надвірнянського району.

## Історія
Газета заснована 7 червня 1990 року. Засновники — Надвірнянська районна рада та трудовий колектив редакції газети «Народна Воля». Газета є третім демократичним виданням на Прикарпатті на зорі новітніх суспільних перетворень на початку 90-их років 20 століття.
Первинна організація Національної спілки журналістів України у Надвірнянському районі об'єднує 9 членів, з них троє працює у «Народній Волі».

## Редакція
Редактор Гриджук Іван Миколайович.
У редакції працюють 9 чоловік.
Адреса редакції: Адреса редакції: 78400 м. Надвірна, вул. Визволення, 5.
http://volya.if.ua [Архівовано 10 листопада 2012 у Wayback Machine.]
Редакція є учасником пілотного проекту щодо роздержавлення друкованих комунальних ЗМІ, ініційованого Національною спілкою журналістів України та підтриманий Мінюстом України і Кабінетом Міністрів України.

## Показники
Наклад газети 6 300 примірників. З них 86,5% займає передплата, 12% — роздрібна торгівля, 1,5% — безкоштовно.
Розповсюджується на території Надвірнянського району та Яремчанської міської ради у 55 населених пунктах з населенням 150 тис. жителів.
Виходить щоп'ятниці на 8 сторінках формату A3 та з безкоштовним додатком «Наша область» з програмою 9 телеканалів.
Обсяг — 12 сторінок, з них 18% займає реклама.
Газета двохколірна (червоний і чорний — сторінки 1, 8; решта — чорнобілі).

## Рубрики
Серед постійних рубрик газети:
- «Місцеве самоврядування: риси оновлення»
- «Долі людські»
- «Джерела народних промислів»
- «Ваше здоров'я»
- «Люди мого краю»,
- «Сторінками історії»
- «Дозвілля і мораль»
- «На податкових перехрестях»
- «Спортивний кур'єр»
- «Політичний момент»
- «Мистецькі зустрічі» та інші.

Схвалення у читачів дістали тематичні сторінки літстудії «Бистрінь» та «Отчий світильник» Надвірнянської міськрайонної організації Українського товариства охорони пам'яток історії і культури.

## Інша діяльність
При редакції працює літературна студія «Бистрінь» ім. Нестора Чира (керівник Олександр Букатюк)
Редакція попри видання часопису займається і книговиданням. Зокрема, здійснено комп'ютерний набір і технічне редагування поетичних збірок Вероніки Саврук, Михайла Михальчука, Степана Писуляка, Романа Бенюка, фотоальбому до 50-річчя НГВУ «Надвірнанафтогаз».
Зараз редакція готує до друку перевидання книг Василя Левицького «Великий день» і «Пізнє літо». Перевидання включатиме розділ спогадів відомих особистостей про Василя Левицького.